# Josip Marcelić
Josip Marcelić (Preko, 1929. – Split, 20. siječnja 2018.), hrvatski katolički svećenik Provincije franjevaca trećoredaca glagoljaša, karizmatik, vjerski pisac, prevoditelj i filmski scenarist. Živio i radio u Splitu.

## Životopis
Rodio se je u Preku kod Zadra. Zaredio se za franjevca trećoredca. Magistrirao filozofiju na zagrebačkom KBF-u. U Rimu na Lateranu doktorirao bogoslovlje 1966. godine. Dugo godina bio je profesor, više puta rektor i vicerektor na splitskoj Teologiji, današnjem KBF-u u Splitu. Proučavao je Torinsko platno, ukazanja Gospe Guadalupske i život Arškog župnika.
Ostavio veliki trag na duhovni rast brojnih ljudi te bio pomoć i potpora mnogima u trenucima slabosti i nevolje. Bio je jednim od inicijatora osnivanja Hrvatske udruge Benedikt, čiji je bio član Savjetodavnog vijeća i duhovnik. Fra Josip je predložio ime udruge po svetom Benediktu, zaštitniku Europe. Dao je veliki obol u radu udruge svojim idejama i prijedlozima, posebice u duhovnim i vjerskim segmentima rada. Brojni Splićani i drugi vjernici pamte ga kao duhovnika i karizmatika. 
Djelovao u splitskoj župi sv. Obitelji na splitskom Sukoišanu.
Umro je 20. siječnja 2018. Sprovod je bio na splitskom Lovrincu, a misa zadušnica bila je 27. siječnja u crkvi sv. Obitelji na splitskom Sukoišanu koju je predvodio splitsko-makarski nadbiskup Marin Barišić.

## Djela

### Knjige
Napisao je knjige:
- Torinsko platno
- Gospa Gudalupska – Aheropita
- Arški župnik i nova evangelizacija

Prevoditelj je i pisac knjiga u nizu „Duh i voda”.

### Scenariji
Scenariji za filmove:
- Turinsko platno (2002.)
- Gospa Guadalupska (2010.)
- Arški župnik (2012.)
- Ivana Arška – Francuski Orleans i Hrvatska oluja (2014.).